# 阿爾特姆·利索霍爾
阿爾特姆·沃洛迪米羅維奇·利索霍爾（羅馬化：Artem Volodymyrovych Lysohor；1983年4月26日—），乌克兰政治活动家，曾在烏克蘭内务部工作。2015年起任聶伯1營副连长，并担任烏克蘭國家警察日托米爾州總局副局长。2023年4月12日，根据乌克兰总统法令，利索霍爾被任命为卢甘斯克州国家行政管理局局长（州長）。